# Cantonul Saint-Alban-sur-Limagnole
Cantonul Saint-Alban-sur-Limagnole este un canton din arondismentul Mende, departamentul Lozère, regiunea Languedoc-Roussillon, Franța.

## Comune
- Fontans
- Lajo
- Saint-Alban-sur-Limagnole (reședință)
- Sainte-Eulalie
- Serverette